# Adalbert Král von Dobrá Voda

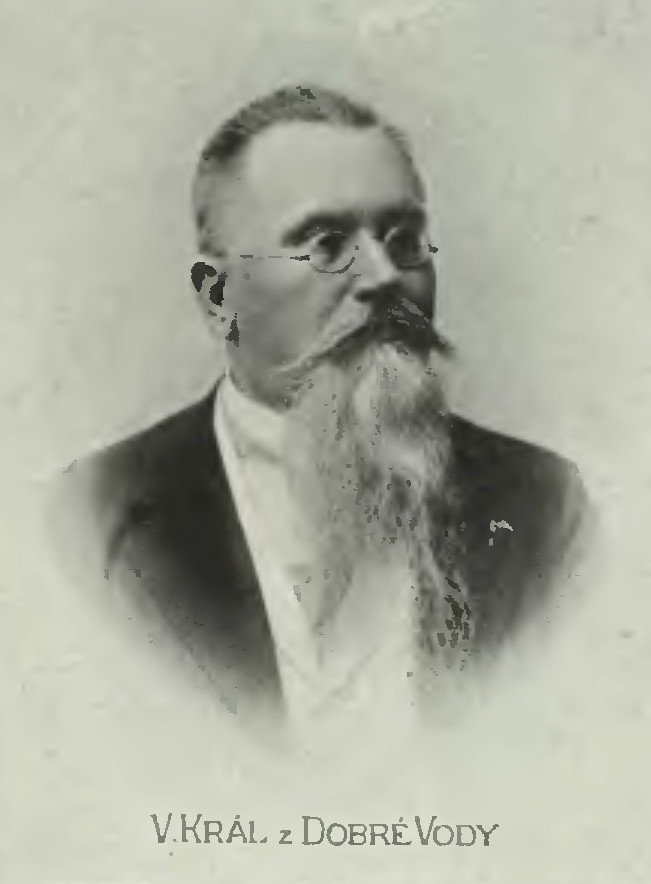
Porträt Vojtěch Král z Dobré Vody (1899)

Adalbert Král von Dobrá Voda (tschechisch Vojtěch Král z Dobré Vody, * 20. April 1844 in Wichstadtl; † 6. Juli 1913 in Wawřinetz/Vavřinec bei Melnik) war ein böhmischer Heraldiker.

## Leben
Adalbert entstammte einem alten zu Dobrá Voda bei Hořitz erbgesessenen Vladikengeschlecht. Sein Vater war k. k. Zolleinnehmer. Er studierte an der Realschule in Prag Buchhaltung. Im Jahr 1869 gründete er die Turnerriege des Sokol in Beneschau. Er war seit 1871 Buchhalter bei der Linz–Budweiser Eisenbahn in Prag und seit 1878 technischer Beamter im Wasserbau–Departement des Landesausschusses im Königreich Böhmen.

## Werk
Als begeisterter Heraldiker hinterließ er eine Sammlung von etwa 60.000 Wappen und 7.000 Siegeln aus den Ländern der böhmischen Krone. Seine in tschechischer Sprache verfasste Heraldika enthält neben Einführungen in Heraldik und die Genealogien des böhmischen Adels einen nach den Schildbildern angeordneten Wappenkatalog.
- Heraldika. Souhrn pravidel, předpisů a zvyklostí znakových. 1900.
- Der Adel von Böhmen, Mähren und Schlesien. Genealogisch-heraldisches Repertorium sämtlicher Standeserhebungen, Prädicate, Beförderungen, Incolats-Erteilungen, Wappen und Wappenverbesserungen des gesamten Adels der böhmischen Krone, mit Quellen und Wappen-Nachweisen. Verlag I. Taussig, Prag 1904 (digitale-sammlungen.de oder PDF, 26 MB auf hranet.cz).
- diverse Wappenveröffentlichungen in der Zeitschrift Časopis přátel starožitností českých v Prize